# Braunsia (plant)
Braunsia is een geslacht uit de ijskruidfamilie (Aizoaceae). De soorten uit het geslacht komen voor in Zuid-Afrika.

## Soorten
- Braunsia apiculata (Kensit) L.Bolus
- Braunsia bina (N.E.Br.) Schwantes
- Braunsia geminata (Haw.) L.Bolus
- Braunsia maximiliani (Schltr. & A.Berger) Schwantes
- Braunsia nelii Schwantes
- Braunsia stayneri (L.Bolus) L.Bolus
- Braunsia vanrensburgii (L.Bolus) L.Bolus

... · 
Antimima · 
Argyroderma · 
Carpobrotus · 
Disphyma · 
Dorotheanthus · 
Gibbaeum · 
Lapidaria · 
Lithops · 
Mesembryanthemum · 
Sceletium · 
Tetragonia · 
...